# Consuelo Armijo
Consuelo Armijo Navarro Reverte (Madrid, 14 de diciembre de 1940 – ibídem, 22 de junio de 2011) fue una escritora española, dedicada especialmente a la literatura infantil y juvenil. Fue galardonada con el Premio Lazarillo en 1974, por su obra Los batautos, y con el I Premio Barco de Vapor en 1978, por El Pampinoplas.

## Biografía
Consuelo Armijo Navarro-Reverte nació en Madrid en 1940. Antes de dedicarse a la literatura, trabajó como azafata y vendedora de pisos.
Sus primeros cuentos infantiles fueron publicados en las revistas Bazar y La Ballena Alegre. Su obra Los batautos le valdría el Premio Lazarillo en 1974, y en 1978 sería galardonada con el Premio Barco de Vapor en su primera edición, por El Pampinoplas.
Realizó adaptaciones de cuentos clásicos y colaboró en la creación de libros de texto, como la serie Fantasía y lectura. Ocasionalmente fue ilustradora, en obras como Las tres naranjas del amor y otros cuentos españoles, de Carmen Bravo Villasante.
Fue autora de varios guiones para el programa infantil de televisión Barrio Sésamo. Sus obras Mercedes e Inés o cuando la tierra da vueltas al revés y Bam, bim, bom ¡arriba el telón! fueron adaptadas para televisión. En teatro, la compañía "La Cabra Loca" representó su obra Guiñapo y Pelaplátanos en diferentes localidades de España.
En el VI Simposio sobre literatura Infantil y lectura de la Fundación Germán Sánchez Ruipérez, celebrado en junio de 2000, su obra Los batautos fue seleccionada como una de las cien obras de la literatura infantil española del siglo XX.
En su obra, tanto narrativa como teatral, se sirve de recursos como el humor absurdo y de figuras literarias como el nonsense.

## Obras
- Los batautos (1975)
- Más batautos (1978)
- El Pampinoplas (1979)
- Mercedes e Inés o cuando la tierra da vueltas al revés (1981)
- Aniceto, el vencecanguelos (1981)
- Macarrones con cuentos (1981)
- Bam, bim, bom ¡arriba el telón! (1981)
- Los Batautos hacen batautadas (1981)
- Mercedes e Inés viajan hacia arriba, hacia abajo y de través (1982)
- Moné (1982)
- El mono imitamonos (1984)
- Risas, poesías y chirigotas (1984)
- Guiñapo y Pelaplátanos (1984)
- No pidas las estrellas (1984)
- Los batautos en Butibato (1986)
- Aniceto, el vencecanguelos (1986)
- Los machafatos (1987)
- En Viriviví (1988)
- Inés y Mercedes o cuando los domingos caigan en jueves (1988)
- Los machafatos siguen andando (1989)
- Matxafatoak (1989)
- Matxafatoak, martxan berriro (1989)
- ¡Piii! (1990)
- Sérase una vez (1997)
- Caminos sin trazar (1998)
- La pajarita azul (dentro de la recopilación Cuentos azules) (2001)
- Marabato (2002)
- ¡Hasta siempre, batautos! (2004)

### Otras publicaciones
- El Papel del ilustrador. Notas para una polémica. CLIJ. Cuadernos de literatura infantil y juvenil (1991). N.º 25, pp. 16-19
- Celia era la única que me comprendía. CLIJ. Cuadernos de literatura infantil y juvenil. (1992) N.º 41, pp. 13-15
- El Nonsense, un arma contra los cuentos cuadrados. CLIJ. Cuadernos de literatura infantil y juvenil (1992). N.º 45, pp. 28-31

## Premios
- Premio Lazarillo 1974 por Los Batautos
- Premio CCEI (Comisión Católica Española de la Infancia) 1976 por Los Batautos
- Premio Barco de Vapor 1978 por El Pampinoplas
- Lista de Honor del Premio CCEI en 1979 por Más Batautos
- Premio CCEI 1980 por Aniceto el Vencecanguelos
- Lista de Honor del Premio CCEI 1981 por El Pampinoplas
- Accésit Premio AETIJ (Asociación Española de Teatro para la Infancia y la Juventud) 1984 por Guiñapo y Pelaplátanos
- Lista de Honor del Premio CCEI 1987 por Los Batautos en Butibato
- Mencíon especial en los Premios White Ravens (Biblioteca de Múnich) 1998 por Sérase una vez